# Réfugiés français de Saint-Domingue en Amérique
Les réfugiés français de Saint-Domingue en Amérique désignent les presque 20 000 colons et esclaves qui, pendant la Révolution haïtienne, quittent la colonie française de Saint-Domingue entre les années 1789 et 1810, pour s'installer essentiellement dans le Sud des États-Unis, qui compte peu d'habitants à cette époque, mais aussi dans d'autres îles de la Caraïbe (notamment en Jamaïque et à Cuba). Ils font doubler la population de La Nouvelle-Orléans en quelques années, et lancent la culture du coton aux États-Unis, une jeune nation qui passe de 9 % à 70 % de l'offre mondiale de coton entre 1791 et 1810.
À la fin du XVIIIe siècle, Saint-Domingue produit plus de sucre que toutes les îles britanniques réunies. Le coton est aussi en plein essor, et la révolution du café de Saint-Domingue encore plus rapide. Saint-Domingue représente environ 50 % de l'offre mondiale pour chacun de ces trois produits. La partie française de l'île fait vivre 30 000 Blancs, qui exploitent 600 000 esclaves noirs. Dans la partie orientale de l'île, espagnole, les esclaves ne sont que 15 000, pour 25 000 Blancs et 65 000 métis. En très forte croissance économique, la Perle des Antilles assure aux produits français leur première zone d'exportation. Ses plantations attirent les plus ambitieux officiers de la noblesse française, les Vaudreuil, Breteuil, ou Contades, et des grands négociants, comme les Foäche du Havre ou les Montaudouin de Nantes, à une époque où l'enrichissement rapide est encore rare, faute d'industrie. Forts de leur soutien à Washington lors de la guerre d'indépendance américaine, ils disposent de capitaux, de réseaux commerciaux et d'un esprit d'entreprise conquérant. Les correspondances des colons émigrés au moment de la Révolution française montrent l'importance de leurs réseaux.
Entre 1791 et 1805, presque toutes les années voient des colons quitter Saint-Domingue. En France, ils ne restent pas très longtemps bien qu'étant nombreux. Ceux qui vont en Géorgie ou en Caroline, ou dans les villes, à Philadelphie, Baltimore et New York sont souvent dans l'espoir d'un retour aux Antilles et se rejoignent en Louisiane avant sa vente aux États-Unis. Cuba voit arriver des milliers de Français en 1798 lors de l'évacuation par les Anglais de la partie de Saint-Domingue qu’ils occupaient.
Mais dès 1787, les débats lancés par la Société des amis des Noirs  inquiètent les colons. Des assemblées coloniales blanches se forment. En 1788, les délégués de Saint-Domingue aux États généraux, Louis-Marthe de Gouy d'Arsy et Denis Nicolas Cottineau de Kerloguen fondent un comité colonial, destiné à empêcher toute réforme du système esclavagiste, puis le club de l'hôtel Massiac, une instance de lobbying. En 1791, la révolte des esclaves éclate. Pour la combattre, les grands planteurs pensent utile de mettre au point le traité de Whitehall avec l'Angleterre, contre la Révolution française. Les insurgés les chassent en 1798. En 1801, l'expédition de Saint-Domingue échoue à reconquérir l'île : 20 généraux et 23 000 soldats y périssent. Les réfugiés ont principalement fui entre 1789 et 1794, puis entre 1798 et 1802.
La guerre franco-espagnole de 1809 oblige les colons français qui avaient fui vers Cuba (où une révolution du café avait aussi eu lieu) à rallier les États-Unis. Les plus influents vont à Philadelphie, mais la plupart s'installent en zone rurale, de la Géorgie au Texas, où ils forgent la culture du coton aux États-Unis.

## L'abolition de l'esclavage, 18 ans de violences et quatre grandes migrations: 1793, 1798, 1803 et 1809
La Révolution haïtienne (1791-1804), qui finit par faire basculer dans son camp la Révolution française, entraîne une première grande vague d'émigration lors de l'été 1793 à destination de la Louisiane et de la côte est des États-Unis, où 290 navires transportent  environ 6 500 personnes, dont 4 000 esclaves. Cet exode se produit sept mois avant la première abolition française de l'esclavage de février 1794.
Le lobby des esclavagistes, allié aux anglais par le Traité de Whitehall, est défait par Toussaint Louverture, qui obtient l'armistice de 1798, puis un accord commercial avec les Anglais et les Américains en 1799. S'ensuit une nouvelle vague d'exil des grands planteurs français qui reprochent aux Anglais de les avoir trahis, vers l'est de Cuba et le Natchez District, à 400 kilomètres au nord de la zone franche de La Nouvelle-Orléans.
Ceux qui s'installent à Cuba nourrissent la piraterie des années 1800 dans la Caraïbe et la quasi-guerre de 1798-1800 entre la France et les États-Unis, à qui ces pirates reprochent de commercer avec Toussaint Louverture.

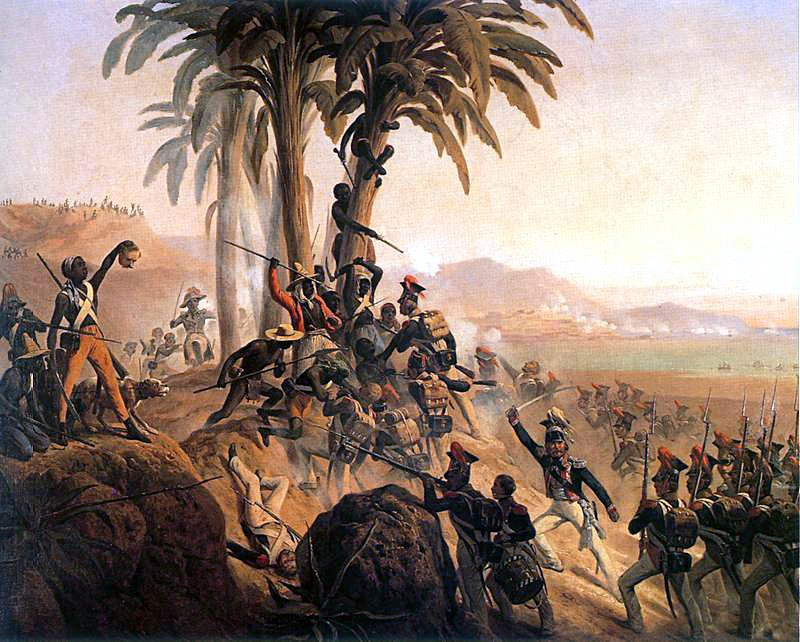
La Bataille de Saint-Domingue, huile sur toile de Janvier Suchodolski, 1845, Musée de l'Armée polonaise, Varsovie.

Puis Napoléon Bonaparte lance en janvier 1802 l'expédition de Saint-Domingue, menée par le général Charles Victoire Emmanuel Leclerc, époux de sa sœur Pauline Bonaparte. Forte de 35 000 hommes, elle est défaite par les insurgés, et décimée par les désertions et une épidémie de fièvre jaune lors de l'été 1802.
L'indépendance d'Haïti est confirmée en 1804, suivie par une nouvelle vague d'émigration, surtout vers la Louisiane, achetée par les États-Unis à la France en 1803, et la baie de Barataria. Le 5 décembre 1803, une partie des 2 200 hommes de la garnison du Môle-Saint-Nicolas, réussit à gagner Cuba sur sept frégates, menées par le général Louis Marc Antoine de Noailles.
En 18 ans de violence, l'île perd près de la moitié de sa population noire et la quasi-totalité de sa population blanche.
La dernière vague d'émigration voit arriver en Louisiane, au cours de l'année 1809, plus de 10 000 Créoles blancs de Saint-Domingue passés entre-temps par Cuba, où la tentative de Napoléon d'installer son frère sur le trône d'Espagne génère des émeutes anti-françaises dès mars 1809, selon Carl A. Brasseaux, directeur du Centre d'études louisianaises de Lafayette. Les réfugiés développent des infrastructures portuaires qui permettent une rapide conquête de l'Ouest via la puissante artère fluviale du Mississippi, autour de laquelle se situe alors la Frontière sauvage. Dès 1840, La Nouvelle-Orléans est la quatrième ville américaine, avec plus de 100 000 habitants, soit 12 fois plus qu'en 1800, un record dans l'histoire mondiale de la croissance urbaine, qui ne sera battu qu'au XXe siècle par Port Harcourt, au Nigéria.

## De Saint-Domingue à la Pennsylvanie
Cette communauté est soudée par un stress terrible. Plusieurs milliers ont péri dans les combats et plusieurs milliers d'autres ont fui, parfois sans destination. Dès septembre 1791, Juliette et Pierre de Bauduy de Bellevue (1769-1833) naviguent vers Philadelphie sur un navire du banquier français Stephen Girard et s'installent à Wilmington dans le Delaware, où Pierre achète la propriété Eden Park au financier Robert Morris et crée une entreprise, le futur DuPont, convaincant Eleuthère Irénée du Pont de Nemours d'y investir. La famille Garesché les rejoint et se lie aux dirigeants politiques.
En juillet 1793, une première flotte de transportant 4 000 personnes blanches, 20 000 noires et plusieurs centaines de mulâtres s'enfuit vers la côte est des États-Unis, arrive dans la baie de la Chesapeake, puis se scinde en trois ou quatre flottilles. Deux mille réfugiés vont à Philadelphie, capitale de la république américaine, d'où ils activent des réseaux pour chercher de nouvelles terres. Ils emmènent avec eux leurs esclaves, qui découvrent la liberté, la Pennsylvanie ayant voté une loi d'émancipation des esclaves dès 1780 : 456 esclaves sont émancipés, par la Société d'émancipation de Pennsylvanie entre 1793 et 1796, même si leurs maîtres tentent de contourner cette loi. Leur arrivée dans la ville, au cours d'un été très chaud et très humide, coïncide avec un terrible épidémie de fièvre jaune, que combat le docteur Andrew Stevens, qui sera nommé cinq ans plus tard consul des États-Unis à Saint-Domingue.
François Alexandre Frédéric de La Rochefoucauld-Liancourt est témoin des contournements de la loi sur de cette émancipation, l'un d'entre eux consistant à placer les esclaves sous un contrat de travail courant jusqu'à l'âge de 28 ans. Pour conserver leurs esclaves malgré la loi émancipant toute personne vivant dans l'État depuis au moins six mois, les réfugiés français repartent et en 1794, le nombre officiel de réfugiés en difficulté financière est évalué à seulement 200, tandis qu'une collecte rassemble 14 000 dollars en leur faveur.
Peter Stephen DuPonceau (en) et Stephen Girard, déjà installés à Philadelphie, les conseillent via la French Benevolent Society of Philadelphia. À l'automne 1793, plusieurs dizaines sont déjà repartis s'installer sur la Frontière sauvage, dans l'est de la Pennsylvanie pour fonder la colonie agricole d'Asylum, le long de la rivière de Susquehanna, guidés par le marchand Matthias Hollenback (en) et soutenus par le sénateur de Pennsylvanie, Robert Morris, spéculateur et financier de la guerre d'indépendance, et son associé John Nicholson, contrôleur général de la Pennsylvanie. Parmi les colons, Colin de Sevigny[Qui ?] ou bien le Marquis de Blacons[Qui ?]. Antoine-François Sorrel des Rivières, auteur d'une carte de Saint-Domingue doit fuir avec son fils Mathurin-François Sorrel à Baltimore puis fait fortune comme armateur à Savannah, avec trente-neuf esclaves.
La communauté des réfugiés de Philadelphie, qui forme près du cinquième de la population de la ville se heurte parfois à des émigrés français anti-royalistes, tels que le journaliste Louis Gatereau, qui publie le Courrier de la France et des Colonies, d'octobre 1795 à mars 1796, un hebdomadaire de quatre pages composé d'articles parus dans la presse internationale. Gatereau accuse dans son édition du 4 février 1796, les chouans d'être manipulés par les Anglais, au moment où ces derniers s'allient aux colons de Saint-Domingue. D'autres journaux leur sont plus favorables, comme l'Étoile américaine. Claude-Corentin Tanguy de la Boissière créé en septembre 1793 le journal Colons de Saint-Domingue réfugiés en Amérique. Le général François Thomas Galbaud-Dufort est, lui, obligé de fuir au Canada. Il est accusé de conspiration contre l'ambassadeur de France aux États-Unis, Edmond-Charles Genêt.

## De Saint-Domingue à Cuba
Au total, près de 7 000 Blancs de Saint-Domingue fuient à Cuba, certains après l'échec de l'expédition de Saint-Domingue menés par le vicomte Louis Marc Antoine de Noailles qui meurt de ses blessures en arrivant à Cuba avec six navires et qui avait déjà tenté de fonder une colonie en Alabama en 1798.
Certains familiarisés avec l'espagnol depuis la modification des frontières du 3 juin 1776 à Saint-Domingue émigrent vers des contrées hispanophons. D'autres rêvent de conquêtes en Amérique. De Cuba, ils alimentent en esclaves, en contrebande, les côtes de la Louisiane, via la Barataria de Jean Lafitte.

### La piraterie des années 1800
L'armistice du 30 mars 1798 annonce la déroute de l'alliance entre Anglais et grands planteurs français, avec sa conséquence, la convention commerciale tripartite de 1799 entre Toussaint Louverture et les États-Unis et même l'Angleterre. Avant d'alimenter la piraterie des années 1800 dans la Caraïbe, les Français de Saint-Domingue deviennent corsaires lors de la quasi-guerre entre Français et Américains, qui fait émerger un trafic commercial à Santiago de Cuba, comme le montrent les valeurs produites par le port entre 1797 et 1801, une partie venant des prises des corsaires français qui attaquent les navires américains commerçant avec Saint-Domingue :
| Année   | 1797 | 1798 | 1799 | 1800 | 1801  |
| Tonnage | 32,5 | 46,1 | 76,5 | 84   | 116,6 |

Le recensement de 1800 dénombre 250 noms français de marins avec prénom espagnol, dont un "Pedro Lafitta", frère du Français Jean Laffite. Parmi eux, les armateurs Pedro Ollanger, Pedro Raymond, Pedro Bossard et Esteban Redonnet. L'historien français Gabriel Debien fut le premier à signaler l'activité corsaire des réfugiés de Saint-Domingue à Santiago de Cuba, où le gouverneur Juan Bautista Vaillant Berthier, arrivé en 1799, veut développer la partie orientale de l'île, les terres étant trois fois moins chères que dans la partie ouest.

### Les révolutions caféières et sucrières
Les Réfugiés français de Saint-Domingue à Cuba ne font pas que développer la piraterie à partir de leur nouvelle base mais réussissent aussi une brillante Révolution du café à Cuba.
Les Français qui fuient Saint-Domingue en 1791 ou en 1798 importent en particulier leur technologie à Cuba, d'abord pour la production sucrière qui y est encore sous-développée, et contribuent à la faire tripler, de 14,3 millions de tonnes en 1790 à 41,7 millions en 1815. Car parallèlement, celle de Saint-Domingue s'est effondrée, passant de 163 millions de livres en 1791 à 18,5 millions en 1801. Ils amènent des esclaves et en achètent, précipitamment, anticipant l'abolition de la traite négrière en 1808. Entre 1792 et 1807, Cuba a importé autant d'esclaves qu'en deux siècles.
Des colons espagnols de la partie orientale de Saint-Domingue, rétrocédée à la France en vertu d'un traité de 1795, sont également arrivés en masse en 1801, lorsque Toussaint Louverture décide de le faire respecter. En tout, près de 30 000 Blancs émigrent alors à Cuba, comme l'avait souhaité Francisco de Arrango y Parreno.
Plus de cent familles françaises sont dénombrées à Baracoa, un port développé par la société du Français Lorenzo Mousnier, venu de l'Anse-à-Veau. Elles contribuent au plan d'eau de la ville, au développement du cacao et du café, et à la création d'une usine d'huile de noix de coco. Beaucoup sont originaires du Sud-Ouest, en particulier de Bordeaux, et se réfugient dans la Vuelta Abajo de Cuba, selon l'historien Bernard Lavallé. De nombreuses maisons coloniales existent encore, aux toits de tuiles, sur lesquelles peuvent être relevés les noms d'entreprises françaises, appartenant à des Français, tous originaires de Marseille et passés par Saint-Domingue ou venus directement selon Geneviève Ruffier Lanche. En 1798, Vicente Perroussel, considéré comme le « consul de France » dans la ville est menacé de lynchage en raison de l'arrivée de « nègres libres » qui génèrent toutes les suspicions, après l'armistice du 30 mars 1798.
Une estimation de 1807, fait état de 192 exploitations caféières, qui emploient 1676 esclaves pour 4,3 millions de pieds de café dans ce secteur. Un béarnais Prudent de Casamajor fonde en 1800 à Santiago de Cuba ce qui va devenir la plus importante maison de commerce de la ville.
Les Français s'installent ensuite à partir de la période 1808-1810 dans les plantations de café de la côte ouest . Les capitaux accumulés pendant la guerre de course en quelques années sont réinvestis par ces Français dans la  révolution du café à Cuba.

### Nouvel exil après les émeutes anti-françaises de 1809 à Cuba
En 1808, Napoléon Bonaparte installe son frère Joseph sur le trône d'Espagne, provoquant de violentes réactions anti-françaises dans l'empire espagnol. Des émeutes éclatent dans La Havane en mars 1809. Le 11 avril 1809, les autorités espagnoles à Cuba expulsent les Français, en particulier les pirates et négriers français, car l'Espagne a aboli l'esclavage. Entre le 10 mai 1809 et le 17 août 1809, pas moins de 55 bateaux, appartenant pour la plupart à des pirates français, quittent Cuba pour se rendre à La Nouvelle-Orléans, chargés de réfugiés français de Saint-Domingue. Sur ces 55 bateaux, 48 viennent de Santiago de Cuba, dans la partie orientale de l'île, la plus dense en peuplement français, six de Baracoa et un de La Havane.
En 1805, La Nouvelle-Orléans compte 8 475 habitants. Elle reçoit pendant l'année 1809 un total de 9 059 réfugiés français de Saint-Domingue, parmi lesquels 2 731 blancs, 3 102 noirs libres et 3 326 esclaves, ce qui double sa population. En 1810, la ville compte 24 552 habitants dont seulement 3 200 anglophones.

## De Saint-Domingue à la Jamaïque
De 1790 à 1804, quatre vagues d'immigration française décident de prendre la direction de la Jamaïque après avoir dans un premier temps essayé de résister au cours des événements dans leur île.
La Jamaïque est évoquée très tôt lors des événements de Saint-Domingue, notamment lors de l'émotion suscitée par les nouvelles de France le 30 juin 1791, lorsqu'un navire anglais apporte au Cap-Français la nouvelle du décret du 15 mai 1791 voté par l'Assemblée Constituante. Ce texte réserve les mêmes droits que les Blancs aux libres de couleur nés de parents libres. C'est le tollé : il est jugé scandaleux, les colons « ne reconnaissant que deux couleurs, la leur et celle de tous les autres ». Les affranchis se retrouvent exposés à la colère des colons et en plusieurs lieux de Saint-Domingue on « parla de demander l’aide du gouvernement anglais et de la Jamaïque », pour refuser l’application de « l’infâme décret » . Dès juillet 1791, sont remarquées « des propositions violentes faites contre les gens de couleur et contre la France », les colons songeant alors sérieusement à envoyer « des commissaires pour Londres par la Jamaïque ».
Un appel au secours de Saint-Domingue à la Jamaïque est officiellement lancé le 24 août 1791, sous le choc du massacre imprévu de la veille le 23 août aux environs du Cap-Français : des bandes d'esclaves ont mis le feu aux sucreries et massacré des gérants blancs et leurs familles. Dans le sillage des tentatives de rapprochement de juillet 1791 avec l'île britannique, l’assemblée locale mandate alors le député Lebugnet pour aller à Kingston porter un message à Lord Effingham et surtout à l’assemblée des colons de la Jamaïque. Le 31 août, l'assemblée l'implore d’envoyer au plus tôt 15 000 fusils à Saint-Domingue. La ville de Port-au-Prince et l’assemblée provinciale de l’Ouest font elles aussi partir des députés pour Kingston.
Six jours après le débarquement à Kingston le 11 septembre 1791 de quatre premières familles du sud de Saint-Domingue, le gouverneur anglais écrit à son supérieur à Londres, Henry Dundas, secrétaire à la guerre. Il lui promet qu'il ne laissera pas débarquer les esclaves, sauf les servantes des femmes enceintes ou les mères de très jeunes enfants. Au cours de ce même mois de septembre 1791, soucieux de la situation, les députés de l’assemblée de la Jamaïque viennent se renseigner au Cap-Français  .
Puis, notamment vers le milieu de 1792, les réfugiés se font très nombreux. Parmi eux des planteurs d'exploitations de taille moyenne : les Lafosse, Durand, Lasope, Lacour, Jean-Baptiste Gastumeau, Bazin, Dumaine-Bergeron, Lafargue, Ledoule, Salinière. Vers avril 1792, l'Assemblée jamaïcaine s'en inquiète et la plupart repartent à Saint-Domingue car l’accueil n'est « pas très chaud de la part des colons anglais ».
Jean Jacques Pierre d'Esparbès de Lussan, gouverneur général de Saint-Domingue du 17 juin au 21 octobre 1792 effectue également un passage par la Jamaïque après sa destitution par les commissaires civils de la République, Sonthonax et Polverel. Tout comme Philippe de Montesquiou-Fézensac, commandant de la partie du Sud de Saint-Domingue. Parmi les propriétaires de plantations familiales à Saint-Domingue qui émigrent en Jamaïque pour fuir la révolte des Noirs, également Charles-Louis Brouet (1774-1842), qui « illustra les alliances des officiers de Napoléon avec la noblesse d’Ancien Régime » via son mariage avec Marie-Marguerite de Collot de Saulx, qui en 1796-1798, est à Saint-Domingue « chargé du débarquement et de l’évacuation de l’artillerie dans le quartier insurgé de Port Margot ». Son homonyme Jean Brouet, dont la famille possède une plantation au Grand-Fond et un magasin de vivres secs au Cap-français, fait fortune avec une grande boutique à Kingston en Jamaïque, où il part installer sa famille en 1796. Ou encore Auguste Laffon de Ladebat, frère du financier André-Daniel Laffon de Ladebat, et père de Charles Laffon de Ladebat, qui en 1861 est nommé colonel dans la French Brigade sudiste, forte de 1200 hommes, commandée par le général Maignan, qui défendit La Nouvelle-Orléans en avril 1862.
Arrivés le 12 septembre 1792 au Cap-Français, les commissaires de la République Sonthonax et Polverel ont à lutter à la fois contre les clubs et les assemblées locales dénonçant les « nouveaux tyrans »  et contre « les militaires partisans d’un gouverneur aux pouvoirs renforcés ». Sonthonax fait emprisonner des meneurs au Cap-Français, puis il en envoie un grand nombre dans la capitale de la colonie, dont la  plupart passent aux États-Unis.
Seuls vont à la Jamaïque ceux qui ont lié des relations lors de la visite des Jamaïcains en septembre 1791. Les commissaires ne parviennent que très lentement à établir leur contrôle, et seulement dans une partie de la plus grande colonie française. La non-soumission des colons à leur autorité s'exprime par le souhait de partir pour la Jamaïque, dans le but de se rallier aux Anglais, mais ceux-ci ne sont pas d'accord.
Cette réticence anglaise s'exprime dès le 12 décembre 1792, quand une proclamation du lieutenant-gouverneur de la Jamaïque interdit aux étrangers, et plus seulement à leurs esclaves soupçonnés d'importer la sédition, de débarquer dans l’île anglaise sans une autorisation spéciale,. Kingston réclame alors une inspection des navires approchant et un rapport à remettre au gouverneur à chaque fois qu'on trouve des Français. On demande aussi aux paroisses d'enquêter sur leur présence et seuls peuvent rester ceux qui présentent au moins deux témoins de leur bonne conduite.
En 1793, Paul de Cadush, président de l'assemblée coloniale du Cap-Français s'occupe de la distribution des secours aux réfugiés français à Kingston, probablement grâce un accord avec le gouverneur et l'Assemblée de la Jamaïque, qui financent ces secours en échange d'un contingentement des arrivées. Sinon la plupart des réfugiés auraient été refoulés, selon l'historien Gabriel Debien. Puis le 1er février 1793 débute la guerre entre la France et l'Angleterre, suivie deux semaines plus tard par le traité de Whitehall entre les colons rebellent et les Anglais qui ont désormais un intérêt militaire et modifirnt radicalement leur approche de ces réfugiés français jusque là le plus souvent indésirables : ils ont l'idée de s'en servir pour s'emparer de la plus riche des colonies françaises, via ce fameux traité de Whitehall.
En avril 1793, une lettre à Pierre-Victor Malouet ancien commissaire à Saint-Domingue et colon réfugié à Londres, émanant très probablement  du chevalier de Beaunay, réfugié à Kingston, déclare l'impatience de « voir les Anglais débarquer à Saint-Domingue » et souligne que les émigrés français en Jamaïque « recrutent un corps armé pour aider » à ce projet.
En 1795, on compte déjà en Jamaïque au moins 229 familles françaises secourues par les autorités anglaises et 122 qui se disent dans le besoin. En 1800, une liste recense 399 Français « attachés à des tâches louables » ou « de haute condition ».
Parmi les arrivants entre 1793 à 1797, de grands colons comme le baron de Montalembert, Jean-Baptiste Digneron de Beauvoir, dont la propriété est évaluée à 2,2 millions de francs, dont la femme vivait déjà à Londres, le chevalier de Beaunay, le marquis de La Rochejacquelein, Paul de Cadush, membre influent de l'Assemblée coloniale, ou Venault de Charmilly, futur artisan de la remise du Môle Saint-Nicolas et de Jérémie aux Anglais en septembre 1793. Il y a aussi des familles qui resteront dans l'île : les Bruslé de Beaubert, originaires de la Louisiane, les Mulonière, Magnan de La Mahautière, Gaubert de La Haye, Rousseau et Boyer de La Gau traie, Dubourg, Deschamps, Sarah Raban veuve Henriques, de Gournay, de La Gourgue, Texier, Moreau, Duvernet.
Beaucoup plus nombreuse et décidée, une troisième vague déferle en 1798 : deux milliers de réfugiés qui font doubler la population de Français en Jamaïque. Ils débarquent cette fois dans le sillage des troupes anglaises du colonel Maitland, ex-vainqueur du siège de Savannah, à qui Londres demande d'évacuer Saint-Domingue après la victoire de Toussaint Louverture. Certains des réfugiés français de l'été 1798 ont même servi dans les rangs de la "Légion britannique" du baron de Montalembert. Parmi eux, les comte Duquesne, lieutenant Desgouttes, frères Barbeyrac, vicomte Dulau d'Allemans. Évacuée aussi la brigade irlandaise des Walsh-Serrant, propriétaires de la sucrerie Luge à Saint-Domingue (capitaines Peyrellade, Gaignard, Mahé-Delaunay). Dernier groupe concerné par ce voyage, les "gendarmes volontaires royaux anglais" de la légion de Contades du Môle Saint-Nicolas : 400 colons commandés par le marquis de Contades.
Enfin en juin 1803 arrivent de nombreux prisonniers faits en mer après la reprise de la guerre et la piraterie des années 1800 dans la Caraïbe, suivis fin 1803 par les évacués de l'expédition de Saint-Domingue, dirigée par le beau-frère de Napoléon, le général Leclerc, qui a tourné au fiasco. Le dernier groupe de réfugiés de 1808, est victime de la capitulation du général Barquier à Santo-Domingo. Ils ne peuvent rester : la proclamation du 25 novembre 1803 du général Nugent ordonne en effet à tous les Blancs étrangers de gagner La Nouvelle-Orléans avec leurs esclaves.

## De Saint-Domingue à Porto Rico
Des problèmes similaires se posent à Porto Rico, où émigrent quelque 2 300 Français au tout début du XIXe siècle, dont 40 % viennent des Antilles, qui vont s'adonner à la culture du café et du sucre. Parmi eux, on compte aussi de nombreux corses, chassés par les conséquences sociales et culturelles du passage de leur île sous contrôle français en 1768, en majorité des jeunes célibataires, qui étaient d'abord partis pour Saint-Domingue et viennent profiter de ce nouvel Eldorado. À partir de 1835, l'île espagnole compte 50 000 esclaves, dont une bonne partie ont été achetés à des planteurs de Guadeloupe et de Martinique, où les planteurs savent que l'abolition de l'esclavage est imminente. L'un des plus riches habitants de l'île de Porto Rico est d'origine corse, il s'agit d'Augustin Santini.

## De Saint-Domingue à la Géorgie
Les réfugiés de Saint-Domingue sont à l'origine du développement vers 1790 de la culture du coton sur l'île de Sapelo puis à Savannah, où  l'aristocratie de Saint-Domingue, réunie par l'amiral Charles Henri d'Estaing avait prêté main-forte à George Washington, lors du siège de Savannah en 1779, pendant la guerre d'indépendance américaine. En Géorgie, les réfugiés sont menés par Denis Nicolas Cottineau de Kerloguen, officier de marine français, héros du siège de Savannah, puis planteur de café et député de Saint-Domingue à Paris lors de la Révolution française, qui fit un passage par Philadelphie,.
De Savannah, les planteurs remontent le Savannah (fleuve) vers l'intérieur d'une Géorgie alors peu peuplée, où l'esclavage n'a été autorisé qu'en 1751, un référendum l'ayant interdit en 1735 dans la ville écossaise de Darién, en face de l'île de Sapelo. Parmi les précurseurs, Pierre-Jacques Meslé de Grandclos, premier négrier de Saint-Malo, écrit en juin 1790 à Villecollet, gérant de l'habitation Lefèvre à Saint-Domingue, pour lui indiquer que "« La Révolution avance vers le bien, pour le contentement du plus grand nombre, (mais) elle engourdit mes vues d'acquêt à Saint-Domingue, parce que je crains que la liberté des noirs ne s'en suive ».
Le 5 octobre 1790, il signe un contrat pour le partage de l'île de Sapelo et Blackbeard entre Charles Pierre César Picot de Boisfeuillet, Julien-Joseph Hyacinthe de Chappedelaine, François-Marie Louis Dumoussay de la Vauve, Nicolas Magon de la Villehuchet et un jeune retraité de la Compagnie des Indes, Christophe Poulain Dubignon. Le capital de 240 000 livres vise à cultiver au départ 4 000 hectares. Très vite, la colonie englobe une autre île, Jekyll Island. Christophe Poulain Dubignon y restera planteur de coton jusqu'à sa mort à 86 ans, en 1825.
D'autres réfugiés s'installent sur l'île de Sapelo. Le planteur de sucre, Jean Bérard de Moquet, marquis de Montalet, propriétaire de l'habitation Montalet, à Bellevue, Port-de-Paix, arrive en 1798 après avoir servi pendant 4 ans dans les milices anglaises qui s'étaient emparés de Saint-Domingue lors du traité de Whitehall. Il épouse Servanne de Boisfeuillet, fille de Charles Pierre César Picot de Boisfeuillet. Leur beau-frère, l'officier et député Denis Nicolas Cottineau de Kerloguen mourut à Savannah 1808.
Les réfugiés pensaient regagner leur foyer quand l'ordre serait rétabli. André Drouillard, arrivé dès 1798, s'acheta une petite plantation juste au sud de Savannah. Peter Reigné devint commerçant et jardinier, Pierre Mirault boulanger, et Louis-Nicolas Allard, après six ans à Savannah, était sans travail. Le Congrès américain envoya en Géorgie 500 dollars en 1794 pour subvenir aux besoins des familles de Saint-Domingue. Dix ans après, les citoyens de Savannah assistèrent à un concert au bénéfice des réfugiés. En 1795, le conseil municipal interdit la ville aux personnes de couleur. L'année suivante, l'assemblée de Géorgie interdisait le débarquement à tout noir ou mulâtre, esclave ou libre, d'origine d'antillaise. François Didier Petit de Villers, notaire à Saint-Domingue, arriva en 1803 à Savannah et fit de bonnes affaires comme marchand de coton.
Au nord de la côte géorgienne, l'archipel de Beaufort, sur le territoire de la Caroline du Sud voit arriver aussi des réfugiés ou des esclaves venus de Saint-Domingue, dont Denmark Vesey qui organise une révolte noire sanglante en 1822. En 1801, la Géorgie produit 21 000 balles de coton sur 65 000 acres de terre. En 1794, dans le comté de Chatham, celui de Savannah, Éli Whitney invente une égreneuse coton révolutionnaire, sur la plantation de Catherine Littlefield Greene. Augusta (Géorgie) accueille aussi John Barberon de Saint-Domingue.

## De Saint-Domingue au Maryland
Le Maryland voit arriver dans sa capitale Baltimore, Thomas Millet, colon de Saint-Domingue qui fut président de l'assemblée de Saint-Marc et chef de file des "Léopardins". Il arrive avec des amis de Saint-Domingue, en particulier les 4 commissaires résidant aux États-Unis, où ils se sont réfugiés, avec Fondevielle, Clausson et Duny. Thomas Millet, en tant que l'un des "commissaires des colons de Saint-Domingue réfugiés aux États-Unis", écrit alors au président de l'assemblée des Colons à Philadelphie, le 24 octobre 1793, une lettre qui annonce l'envoi de l'acte d'adhésion des Colons français de Saint-Domingue réfugiés à Baltimore. Il publie aussi un appel à refuser les divisions entre réfugiés, en français dans les  colonnes de l'Evening Post. Finalement, dépourvus de toutes ressources, ils embarquent sur le bateau "La Bonne Marie" en avril 1794 quand partit pour la France le premier grand convoi des groupes de réfugiés français dispersés entre plusieurs villes américaines.

## De Saint-Domingue à l'Alabama
Des émigrés de Philadelphie naît en 1816 le projet de la Vine and Olive Colony, appelé à l'origine Société coloniale, qui consiste à donner 370 kilomètres carrés de terres à l'ensemble des réfugiés français menés par des généraux napoléoniens. La plupart des colons seront en fait des réfugiés de Saint-Domingue. Le long de la rivière Tombigbee, dans le futur État de l'Alabama, cette colonie a contribué à une accélération de l'histoire de la culture du coton.
Par leur présence, les Français jouent un rôle majeur l'Alabama fever, qui voit décupler la population du territoire de l'Alabama, créé en mars 1817 après la victoire américaine contre les Anglais et les indiens Creek lors de la Guerre de 1812, passant de 9 046 habitants en 1810 à 127 901 personnes en 1820, dans un vaste mouvement de spéculation foncière.
Les planteurs de la Vine and Olive Colony, comme André Curcier ou Frederick Ravesies, apportent leurs capitaux, leur connaissance de l'économie de plantation. Ils passent facilement à la culture du coton, qui profite d'une très forte demande en raison des succès des premiers entrepreneurs du coton britannique. Les maisons qu'ils ont construites sont toujours visibles à Demopolis ou Aigleville.

## De Saint-Domingue au Texas, nouvelle étape des pirates de Louisiane et de Cuba
Les colons, arrivés de la communauté de réfugiés de Philadelphie étaient menés par le général français Charles Lallemand, qui réussit à soustraire à la Vine and Olive Colony de l’argent et 120 de ses membres, tout en vendant ses parts après avoir spéculé sur la valeur des terres. Cet argent lui permit de financer avec des mercenaires français et étrangers la fondation d'une nouvelle colonie plus à l'ouest et plus au sud, celle du Champ d’asile, au Texas, sur la Trinity River, près de Moss Bluff et d’Atascosito, non loin de la ville de Galveston.
Lors de cette même année 1817, les pirates français Jean Laffite et son frère Pierre Laffite s'installent sur l'île de Galveston au Texas, que l'empire espagnol maîtrise mal. Jusqu'en 1821, ils peuvent y continuer leur trafic d'esclaves, commencés dès 1803 à Barataria près de la Louisiane, vendue par Napoléon aux États-Unis en novembre 1803. En 1819, le site est peuplé par 1 000 à 2 000 personnes et Jean Lafitte est nommé gouverneur de l'île par James Long (en), gouverneur sauvage d'un Texas qui n'a aucune existence juridique. L'île compte 1 520 esclaves en 1850 et exporte en 1860 les deux tiers du coton texan.
Le corsaire français Louis-Michel Aury, prédécesseur de Jean Laffite sur l'île de Galveston en 1815, était au service d'un groupe d'associés de La Nouvelle-Orléans qui projetaient une attaque des rebelles mexicains contre les ports royalistes mexicains, dans le cadre de la révolte mexicaine contre l'empire espagnol.
Les pirates français venaient de Barataria où un millier d'entre eux avaient fondé en 1803 une économie parallèle basée sur la livraison interdite d'esclaves et d'autres marchandises de contrebande aux planteurs de Louisiane, dont Hippolyte Chrétien. L'importation d'esclaves fut ainsi massive quoique interdite par les gouverneurs espagnols jusqu'en 1803, qui craignent d'importer des pulsions révolutionnaires de Saint-Domingue, tout comme les gouverneurs américains après l'achat de la Louisiane, dénigrés par les anti-esclavagistes de Nouvelle-Angleterre. En 1808, l'Angleterre a interdit la traite négrière, mais sans parvenir à empêcher le trafic. La plupart des esclaves amenés en Louisiane ou au Texas viennent cependant d'Amérique.

## De Saint-Domingue à la Louisiane, le droit de l'esclavage débattu

### Deux vagues d'immigration entre 1791 et 1803
Entre 1791 et 1803, ce sont 15 000 personnes qui immigrent en Louisiane espagnole depuis Saint-Domingue. Ils se composent à parts égales d’esclaves, de gens de couleur libres et de blancs, qui vont s'installer en deux vagues principales en Louisiane.
Les planteurs créoles vont apporter avec eux un savoir-faire qui va développer l'agriculture en Louisiane.

### Le droit de l'esclavage débattu
Dès 1786, Esteban Rodríguez Miró, le gouverneur de la Louisiane, alors sous souveraineté espagnole, interdit l'importation d'esclaves de la Caraïbe, la limitant à ceux d'Afrique. En 1790, il interdit d'en importer des îles françaises. Dans un mémoire, le planteur et esclavagiste Pierre-Louis Berquin-Duvallon explique que ceux nés aux Antilles sont « plus vicieux et débauchés ». En 1796, le gouverneur espagnol suivant, Francisco Luis Hector de Carondelet, interdit toute importation d'esclaves. Les planteurs lancent une pétition contre lui en 1800. Bonaparte achète alors secrètement la Louisiane et rétablit la liberté d'importer des esclaves.
En 1803, ce dernier vend la colonie aux États-Unis. Le premier gouverneur américain, Isaac Brigg, constate que « le nombre d'esclaves est déjà grand et que les habitants ont pris l'habitude de l'augmenter par de larges importations ». Trois bateaux français viennent d'en amener 500. Au cours du seul mois d'août 1804, quatre bateaux en livrent 540, trafic organisé par le pirate français Jean Laffite installé à Barataria en 1803. En tout, 18 000 esclaves sont directement importés en basse-Louisiane entre 1790 et 1810. Selon l'historien Adam Rothman, la plupart des 40 000 esclaves importés à Charleston entre 1804 et 1807 vont directement à La Nouvelle-Orléans. Isaac Brigg, interdit la traite négrière en 1804. Le congrès des États-Unis lui emboîte le pas en 1806, dans une étape importante de l'histoire de l'anti-esclavagisme. En 1805, son frère Samuel Brigg vend son premier bateau à vapeur. Le trafic sur le Mississippi augmente de 115 % en 4 ans pour dépasser 1 600 navires par an.
L'homme d'affaires New-Yorkais Edward Livingston, futur ambassadeur en France d'Andrew Jackson, épouse Louise Moreau de Lassy, fille d'un grand planteur de Saint-Domingue, et fonde une plantation de riz. Il combat Isaac Brigg, son successeur William C. C. Claiborne, et l'interdiction de la traite négrière de 1806. Parmi ses alliés Francis O'Duhigg, un planteur de riz dans la Paroisse Plaquemine, dans le delta du Mississippi. Ex-procureur de New York, bon connaisseur des litiges maritimes consécutifs à la guerre d'indépendance, Edward Livingston œuvre à la guerre de 1812, qui éloigne vers le nord les troupes fédérales et permet à Andrew Jackson de lever une milice pour la guerre contre les Creek avant d'annexer leurs terres lors de l'Alabama fever. Il le seconde lors de la bataille de La Nouvelle-Orléans, après avoir assuré l'amnistie du négrier Jean Lafitte.
Dans le Nachez District, à 500 kilomètres au nord de La Nouvelle-Orléans, des collines protègent des crues du Mississippi, la culture du coton, dopée par l'invention en 1794 par Éli Whitney d'une égreneuse, diffusée en 1796 par le marchand de coton Daniel Clark, qui 1798 obtient la suppression de la taxe de 21 % sur les biens exportés à la zone franche de La Nouvelle-Orléans. Entre 1798 et 1800, la population du Nachez District augmente de 50 %. Les planteurs français s'y font une place au nord et à l'ouest, après l'émoi causé en 1802 par la suspension de liberté de naviguer sur le Mississippi, qui précipite la vente de la Louisiane dans son entier en 1803.
La population de toute la Louisiane augmente de 40 % entre 1806 et 1810, pour dépasser 40 000 habitants. La croissance est la plus forte à Iberville, Bâton-Rouge et La Nouvelle-Orléans. Les réfugiés passés par Cuba arrivent en 1809, chassés par l'Espagne, que Bonaparte a voulu vassaliser. Ils révolutionnent la culture du coton et du sucre en Louisiane, parfois pour le compte de planteurs comme Hippolyte Chrétien, client et ami de Jean Lafitte.
« Les malheurs de Saint-Domingue ont fait venir en Louisiane beaucoup de réfugiés [qui] ont apporté avec eux l'industrie qui manquait à la Louisiane pour ce genre de culture », raconte, en parlant du coton, dans son Voyage a la Louisiane et sur le continent de l’Amérique septentrionale, fait dans les années 1794 à 1798, Louis-Narcisse Baudry Des Lozières, qui fut conseiller à Port-au-Prince en 1789 et quitta Saint-Domingue lors de la Révolution française. Dans Voyage à la Louisiane en 1802, il décrit l'installation des réfugiés français tout autour de La Nouvelle-Orléans, dans les bayous, aux côtés des Acadiens francophones arrivés en 1765, ou invités par les Espagnols en 1785.
Les réfugiés importent aussi une nouvelle variété de canne à sucre, la Otaheite, déjà introduite aux îles Maurice et Réunion par le capitaine Bougainville, adaptée à un climat moins chaud qu'à Saint-Domingue : « la Louisiane doit son avantage aux calamités de Saint-Domingue qui ont stimulé la demande de sucre de Louisiane et amené nombre de planteurs malheureux à s'installer le long du Mississippi », écrit dans ses mémoires Pierre-Louis Berquin-Duvallon, l'un des réfugiés. La Basse-Louisiane compte 75 grandes plantations de sucre dès 1806, produisant cinq millions de tonnes.
Grâce aux riches archives de l'histoire de la presse francophone en Louisiane, les historiens ont enquêté sur l'histoire sociale et culturelle de La Nouvelle-Orléans : les Français y jouent un grand rôle jusqu'en 1850. Le gouverneur William C. C. Claiborne écrit qu'une vingtaine d'aventuriers bonapartistes se retrouvent au "Café des exilés". Parmi eux, le chevalier Anne-Louis de Tousac, ex-lieutenant colonel de Saint-Domingue.
Le Moniteur de la Louisiane, premier journal publié en Louisiane en 1794 par Louis Duclot est suivi de dizaines d'autres dont L'Abeille de La Nouvelle-Orléans, fondée le 1er septembre 1827 par François Delaup, un proche de Jean-Simon Chaudron, autre planteur de sucre de Saint-Domingue qui avait fondé en 1815 L'Abeille américaine à Philadelphie, avec l'aide du financier Stephen Girard.
D'autres publications francophones ont émergé aussi dans des villes secondaires de la Louisiane, telles que La Gazette de Bâton Rouge en 1819, dans une ville où se développe un marché international des esclaves, et qui devient en 1849 la capitale du nouvel État de Louisiane, ou bien en 1824 le Courrier de Natchitoches et la Gazette des Attakapas à Saint-Martinville, où se situe la "maison Olivier", bâtie en 1815 par Pierre Olivier Duclosel de Vesin (1783-). Parmi les réfugiés, Honoré Doussan, médecin militaire français installé vers 1820, Louis Gustave Bezou et Émilie de Montagnac.

## De Saint-Domingue au Missouri
L'un des plus célèbres avocats de la capitale du Missouri, Saint-Louis, le procureur et militant démocrate Alexander J. P. Garesche est né dans la province de Matanzas à Cuba où ses parents avaient vécu au début du XIXe siècle dans la famille de Pierre-Isaac Garesche, député aux états-généraux, qui développa une sucrerie à Matanzas, avant de s'installer à Wilmington, dans le Delaware, où les familles Bretton de Chapelle, Garesche du Rocher et de Bauduy de Bellevue s'étaient retrouvées après leur fuite l'île en 1791, puis en 1838 à Saint-Louis. Son oncle John P. Garesche fut le consul d'Amérique à Matanzas, le grand port sucrier de Cuba.

## De Saint-Domingue au territoire du Kansas
Ces grandes familles créoles ont joué ensuite un rôle moteur dans la conquête de l'Ouest par la terre. Aristide Rodrigue, fils de Jacques-André Rodrigue et Marie Jeanne d’Orlic, sœur d'un autre grand planteur réfugié aux États-Unis, a ainsi créé le comté de Cambria en 1839-1840 puis le territoire du Kansas, en compagnie du colonel Albert Boone, petit-fils de Daniel Boone, le fondateur du territoire du Kentucky. Tous deux créent en 1854, la ville de Lecompton (appelée à ses débuts Bald Eagle, ou Aigle chauve) épicentre de la bataille autour du mouvement pro-esclavagisme qui enclenche en 1860 la guerre de Sécession.

## Quelques célèbres réfugiés français de Saint-Domingue en Amérique
- Jacques-André Rodrigue
- Pierre de Bauduy de Bellevue
- Louis Marc Antoine de Noailles
- Jean Jacques Pierre d'Esparbès de Lussan
- de Montesquiou-Fezençac
- baron de Montalembert
- Jean-Baptiste Digneron de Beauvoir
- chevalier de Beaunay
- marquis de La Rochejacquelein
- Paul de Cadush
- Benoit Chassériau
- Victor Frédéric Chassériau
- Pierre-François Venault de Charmilly
- Augustin Santini
- Denis Nicolas Cottineau de Kerloguen
- Nicolas Magon de la Villehuchet
- Christophe Poulain Dubignon
- Pierre-Jacques Meslé de Grandclos
- Denis Nicolas Cottineau de Kerloguen
- Jean Bérard de Moquet[61]
- Charles Pierre César Picot de Boisfeuillet
- Didier Petit de Meurville
- Didier Petit de Villers
- André Curcier
- Frederick Ravesies
- Charles Lallemand
- Pierre Laffite
- Jean Laffite
- Louis-Narcisse Baudry Des Lozières
- Pierre-Louis Berquin-Duvallon
- Louis Duclot
- Jean-Simon Chaudron
- Louis Gustave Bezou
- Pierre de Bauduy de Bellevue
- Garesché du Rocher
- Claude-Corentin Tanguy de la Boissière
- Thomas Millet